# Ippodromo del Garigliano
Ippodromo del Garigliano är en travbana i Santi Cosma e Damiano i provinsen Latina i Italien

## Om banan
Ippodromo del Garigliano har en total yta på 183 170 kvadratmeter. Tävlingsytan är 105 700 kvadratmeter och läktarplatserna har en yta på 19 380 kvadratmeter. I anslutning till anläggningen finns även ett stuteri för avelsverksamhet.
Huvudbanan, som används året om är 1000 meter lång och 22,84 meter bred. Banans underlag består av sand, och är huvudsakligen till för travlopp, men även galopplöp arrangeras på banan. Det finns även två träningsbanor, en på insidan om huvudbanan, som är ca 900 meter lång och 5,95 meter bred. Den andra träningsbanan ligger utanför huvudbanan och är 1100 meter lång och 10 meter bred. 
Banans stallbacke har 160 boxplatser. För åskådare finns det 823 sittplatser på läktaren. Banan är även utrustad med belysning för travlopp på kvällstid.